# Barbera d'Asti (DOCG)
Le Barbera d'Asti est un vin italien de la région Piémont doté d'une appellation DOC depuis le 9 janvier 1970. Seuls ont droit à la DOC les vins rouges récoltés à l'intérieur de l'aire de production définie par le décret.

## Aire de production
Les vignobles autorisés se situent en province d'Asti (dans 118 communes) et en  province d'Alexandrie (dans 50 communes)  (+/-5 806 hectares de vignobles en production avec une production de 178 000 hl/an).
Le vin rouge du Barbera répond à un cahier des charges moins exigeant que le Barbera d'Asti superiore, essentiellement en relation avec le vieillissement et le titre alcoolique.

## Caractéristiques organoleptiques
- couleur : rouge rubis tendant au rouge grenat avec le vieillissement.
- odeur : vineux, avec un parfum caractéristique tendant au fugace avec le vieillissement.
- saveur : sec, corsé mais harmonieux, agréable et plein après un vieillissement.

Le Barbera d'Asti se déguste à une température de 16 à 18 °C. Le vin peut vieillir 3 - 7 ans.

## Association de plats conseillée
Minestrone, Gibier, viande rouge braisée, grillades avec sauces

## Production
Province, saison, volume en hectolitres :
- pas de données disponibles